# Zeal (井手麻理子のアルバム)
『zeal』（ジール）は、井手麻理子の3枚目のオリジナル・アルバムである。2000年10月18日発売。発売元はavex tune。

## 収録曲
1. There must be an angel（Playing with my heart）<L.B.B. TV mix edit> (4:30)
  - 作詞：アニー・レノックス、デビッド・アラン・スチュワート 編曲者：リトル・ビッグ・ビー
2. 愛の原理 (4:38)
  - 作詞：作曲：多胡邦夫 編曲：K-TAKE、樋口直彦
3. 太陽の花びら (6:12)
  - 作詞：井手麻理子、K-TAKE 作曲：置田恭子、星牧人 編曲：樋口直彦
4. 〜Perfect hiding place〜月の影 (3:50)
  - 作詞：若林みわ 作曲：ナンバキイチロウ 編曲：ナンバキイチロウ、樋口直彦
5. cradle song (5:16)
  - 作詞：井手麻理子 作曲：ナンバキイチロウ 編曲：K-TAKE、樋口直彦
6. 涙の島 (4:13) 
  - 作詞：井手麻理子 作曲：ナンバキイチロウ 編曲：渡辺貴浩
7. Interlude 〜Taiyo no hanabira〜 <Perc-A-Holic mix> (1:04)
  - 作詞：井手麻理子 作曲：置田恭子、星牧人 編曲：Perc.A.Holic
8. 大空のメロディー (5:28)
  - 作詞：田中亜由子 作曲：吉川慶 編曲：渡辺貴浩
9. SWING (5:47)
  - 作詞・作曲：KINOPP 編曲：渡辺貴浩
10. Style（L.B.B. disco mix）(5:20)
  - 作詞：KINOPP 作曲：置田恭子、星牧人、リトル・ビッグ・ビー
11. 太陽の花びら<Malawi Rocks Remix> (7:15)
  - 作詞：井手麻理子 作曲：置田恭子、星牧人 編曲：マラウィ・ロックス
12. There must be an angel（Playing with my heart）<Classic Club Mix> (7:28)
  - 作詞・作曲：アニー・レノックス、デビッド・アラン・スチュワート 編曲：フランキー・ナックルス